# 모래피그미쌀쥐
모래피그미쌀쥐(Oligoryzomys arenalis)는 비단털쥐과 피그미쌀쥐속에 속하는 설치류이다. 페루의 안데스산맥 400~2850m 높이에서 발견되지만 사실상 한 종 이상을 포함하는 것으로 추정하고 있다.